# Acacia sclerophylla
Acacia sclerophylla är en ärtväxtart som beskrevs av John Lindley. Acacia sclerophylla ingår i släktet akacior, och familjen ärtväxter.

## Underarter
Arten delas in i följande underarter:
- A. s. longifolia
- A. s. pilosa
- A. s. sclerophylla
- A. s. teretiuscula